# Ionești (okręg Arad)
Ionești – wieś w Rumunii, w okręgu Arad, w gminie Hălmagiu. W 2011 roku liczyła 158 mieszkańców. 